# Zellerndorf

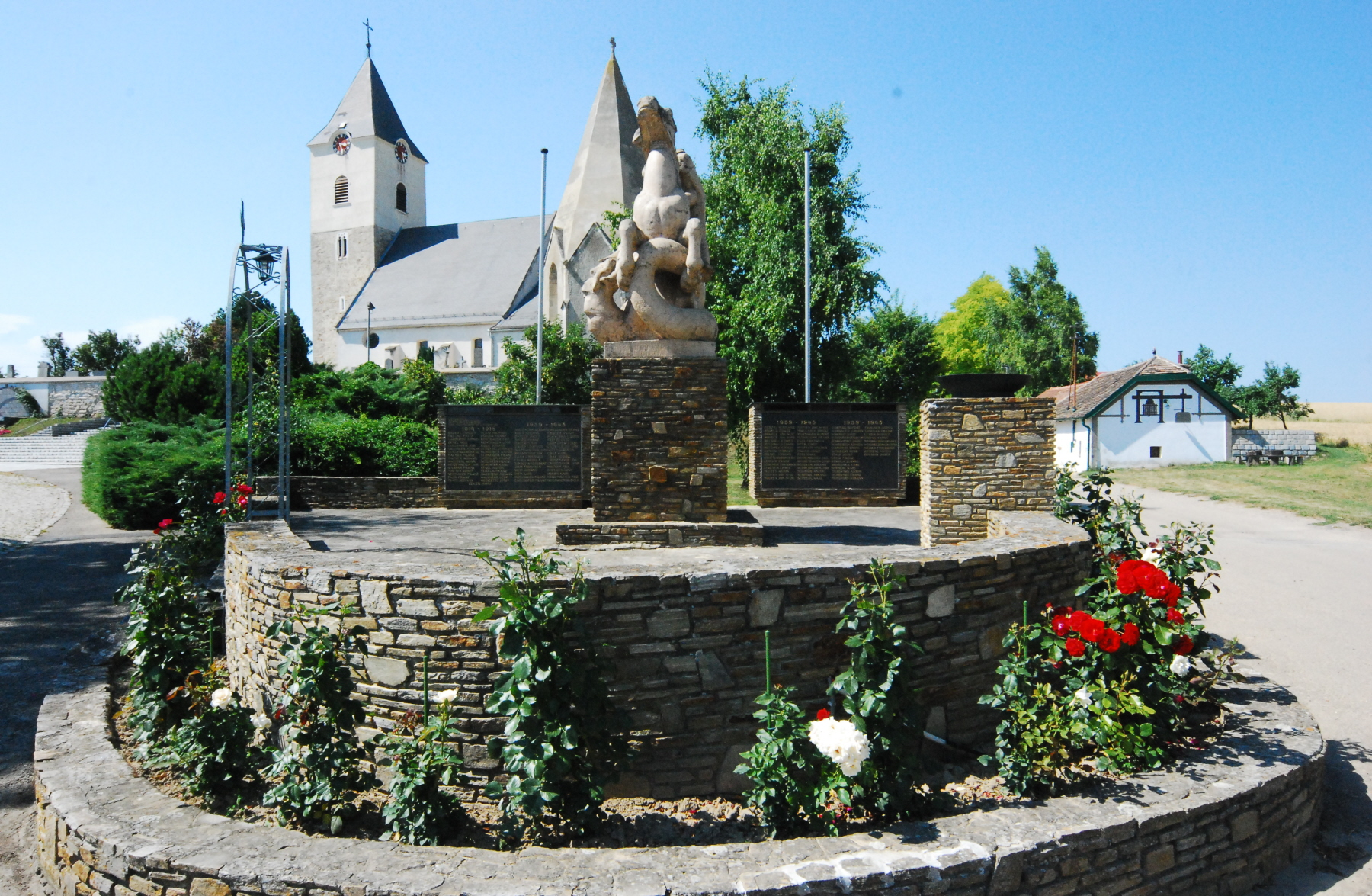

Zellerndorf là một thị trấn ở huyện Hollabrunn trong bang Niederösterreich, ở nước Áo. Đô thị này có diện tích 41,12 km², dân số năm 2001 là 2656 người.